# Васеньово (Поназирєвський район)
Васеньово (рос. Васенёво) — присілок в Поназирьовському районі Костромської області Російської Федерації.
Населення становить 26 осіб. Входить до складу муніципального утворення Хмелевське сільське поселення.

## Історія
У 1962-1965 роках населений пункт належав до Шар'їнського району.
Від 2007 року входить до складу муніципального утворення Хмелевське сільське поселення.

## Населення
| 2008 | 2010 | 2014 |
| ---- | ---- | ---- |
| 25   | ↘23  | ↗26  |